# Чёрно-подпалый кунхаунд
Чёрно-подпалый кунхаунд, или американская енотовая гончая (англ. Black and Tan Coonhound), — порода охотничьих собак, выведенная в Соединённых Штатах Америки для охоты на енота. Единственная порода группы кунхаундов, зарегистрированная Международной кинологической федерацией.

## История породы
Порода происходит из американского штата Вирджиния, где начала формироваться на основе кровей английских гончих и гончих Тальбота родом из Франции. В процессе формирования породы к ним были прилиты крови английского фоксхаунда, вирджинского фоксхаунда и бладхаунда.
Работа над породой началась в восемнадцатом веке и активно продолжалась в девятнадцатом, что позволило получить признание этой породы. Официально зарегистрирована порода была впервые в 1900 году Объединённым клубом собаководства (UKC). Регистрация в племенных книгах была начата в 1912 году.
В первой половине XX века работа над признанием собак породы кунхаунд продолжилась, и в 1945 году из шести разновидностей собак этой породы один получил признание Американского кеннел-клуба (AKC). Именно он и носит название чёрно-подпалый кунхаунд, став позднее наиболее известной разновидностью этих собак.
Тогда же порода получила признание Международной кинологической федерации (FCI).

## Внешний вид
Собаки этой породы довольно крупные, с крепким телосложением, внешне производят впечатление мощного и выносливого животного.
Кунхаунд относится к собакам с повышенной одорологической чувствительностью.
Окрас у этих собак допустим только чёрно-подпалый, что и отражено в современном названии породы.

## Характер
Собаки этой породы дружелюбны как к людям, так и к другим собакам, спокойны, социально ориентированы. Как щенки, так и взрослые животные не любят оставаться одни.
Высокую активность проявляют только в работе.
С другими домашними животными уживаются не очень хорошо, поскольку могут проявлять к ним охотничьи инстинкты.
Обладают громким, выразительным голосом и склонны подавать его не только во время работы, но и в быту. Это необходимо учитывать при выборе собаки данной породы.

## Применение
Исторически чёрно-подпалые кунхаунды применялись для следовой охоты на среднюю дичь.
В данный момент они также используются по этому назначению у себя на родине и в ряде других стран, где разрешена псовая охота. Помимо традиционных енота и опоссума, в Европе эти собаки применяются и для работы с крупной дичью.
Кроме того, в современном мире кунхаунды используются как собаки-компаньоны.
В АКС для кунхаундов существует проверка рабочих качеств, которая проводится на опоссумах и енотах. В Международной кинологической федерации (FCI) проверка рабочих качеств не проводится.

## Особенности содержания и здоровья
Кунхаунды требуют регулярного вычёсывания, несмотря на короткую шерсть, так как склонны к сильной линьке.
Собаки этой породы обладают ярко выраженным характерным запахом псины, вследствие чего при квартирном содержании им требуется регулярная помывка.
Им требуются длительные прогулки, а вот серьёзных физических нагрузок во время выгула не требуется.
Во время обучения кунхаунды могут проявлять упрямство. Для сохранения в активной памяти освоенных команд необходимо регулярно их повторять для поддержания рабочей эффективности, в противном случае собаки этой породы склонны забывать выученные команды.
Также собакам этой породы требуется регулярный уход за ушами в силу того, что тяжелая отвисшая раковина может травмироваться при беге. Также собаки этой породы склонны к травматическому отиту.

### Требования к проверке здоровья
Американский кеннел-клуб (АКС) предъявляет к кунхаундам высокие требования в плане проверки их здоровья и наличия генетических заболеваний.
В список обязательных проверок входит:
- дисплазия тазобедренного сустава
- наследственная катаракта
- проблемы с щитовидной железой.

Кроме того, эти собаки склонны к сердечным заболеваниям, на которые им также показана регулярная проверка, особенно если собаки используются в рабочих испытаниях.